# راي سميث (قسيس)
راي سميث (بالإنجليزية: Ray Smith)‏ هو قسيس أسترالي، ولد في 7 مارس 1936.